# Moderne Zeiten (Album)
Moderne Zeiten ist das vierte Studioalbum der deutschen Rockband Unheilig. Das Originalalbum enthält 14, die Limited-Edition 16 Lieder, die alle vom Sänger der Band, dem Grafen, geschrieben, instrumentiert und produziert wurden. Die Erstveröffentlichung des Albums fand am 20. Januar 2006 in Deutschland statt, in Österreich und der Schweiz ist das Album erst seit der Wiederveröffentlichung im Jahr 2009 zu erwerben. Das Album wurde unter dem Label Four.Rock herausgebracht.
Das Cover der CD zeigt mittig eine Uhr, und an der rechten Seite ist das Gesicht des Grafen zu sehen. Die Uhr auf dem Cover erinnert an die berühmte Szene in Ausgerechnet Wolkenkratzer!, in der sich der Stummfilmkomiker Harold Lloyd am Zeiger einer riesigen Uhr in den oberen Stockwerken eines Wolkenkratzers hängt, weit unter ihm der Straßenverkehr. Der Titel des Albums lehnt sich an den Filmklassiker Moderne Zeiten von Charlie Chaplin, einem weiteren Stummfilmkomiker, an.

## Titelliste
| Original 1. Das Uhrwerk – 1:11 2. Luftschiff – 6:05 3. Ich will alles – 3:49 4. Goldene Zeiten – 4:18 5. Helden – 4:22 6. Astronaut – 4:19 7. Phönix – 3:37 8. Lass uns Liebe machen – 4:14 9. Horizont – 5:16 10. Sonnenaufgang – 4:14 11. Gelobtes Land – 4:44 12. Menschenherz – 4:52 13. Mein Stern – 5:27 14. Moderne Zeiten – 4:49 | Limited Edition 1. Das Uhrwerk – 1:11 2. Luftschiff – 6:05 3. Ich will alles – 3:49 4. Goldene Zeiten – 4:18 5. Helden – 4:22 6. Astronaut – 4:19 7. Phönix – 3:37 8. Lass uns Liebe machen – 4:14 9. Horizont – 5:16 10. Sonnenaufgang – 4:14 11. Gelobtes Land – 4:44 12. Menschenherz – 4:52 13. Sonnentag – 3:03 (Bonus-Track) 14. Tag für Sieger – 5:25 (Bonus-Track) 15. Mein Stern – 5:27 16. Moderne Zeiten – 4:49 |

## Charts
Moderne Zeiten ist nach sechs Jahren Bandgeschichte der erste Tonträger der Band, welcher eine Chartplatzierung in den offiziellen deutschen Charts erreichen konnte. In einer Chartwoche gelang es dem Album sich auf Position 76 der offiziellen Album Top 100 in Deutschland zu platzieren.

## Tour
Kurz nach der Veröffentlichung des Albums, gingen Unheilig im Februar des Jahres auf die Goldene Zeiten Tour 2006. Dazu erschien auch am Ende des Jahres eine Live-CD, die den Namen Goldene Zeiten trug.